# Flavio Graf
Flavio Graf (* 22. Juni 2002) ist ein Schweizer Unihockeyspieler, der beim Nationalliga-A-Verein HC Rychenberg Winterthur unter Vertrag steht.

## Karriere
Graf stammt aus der eigenen Jugend des HC Rychenberg Winterthur und debütierte in der Saison 2021 für diesen in der Nationalliga A.

## Privat
Flavio Graf ist der Bruder von Timo Graf, ebenfalls Spieler des HC Rychenberg Winterthur.